# 车载电热器

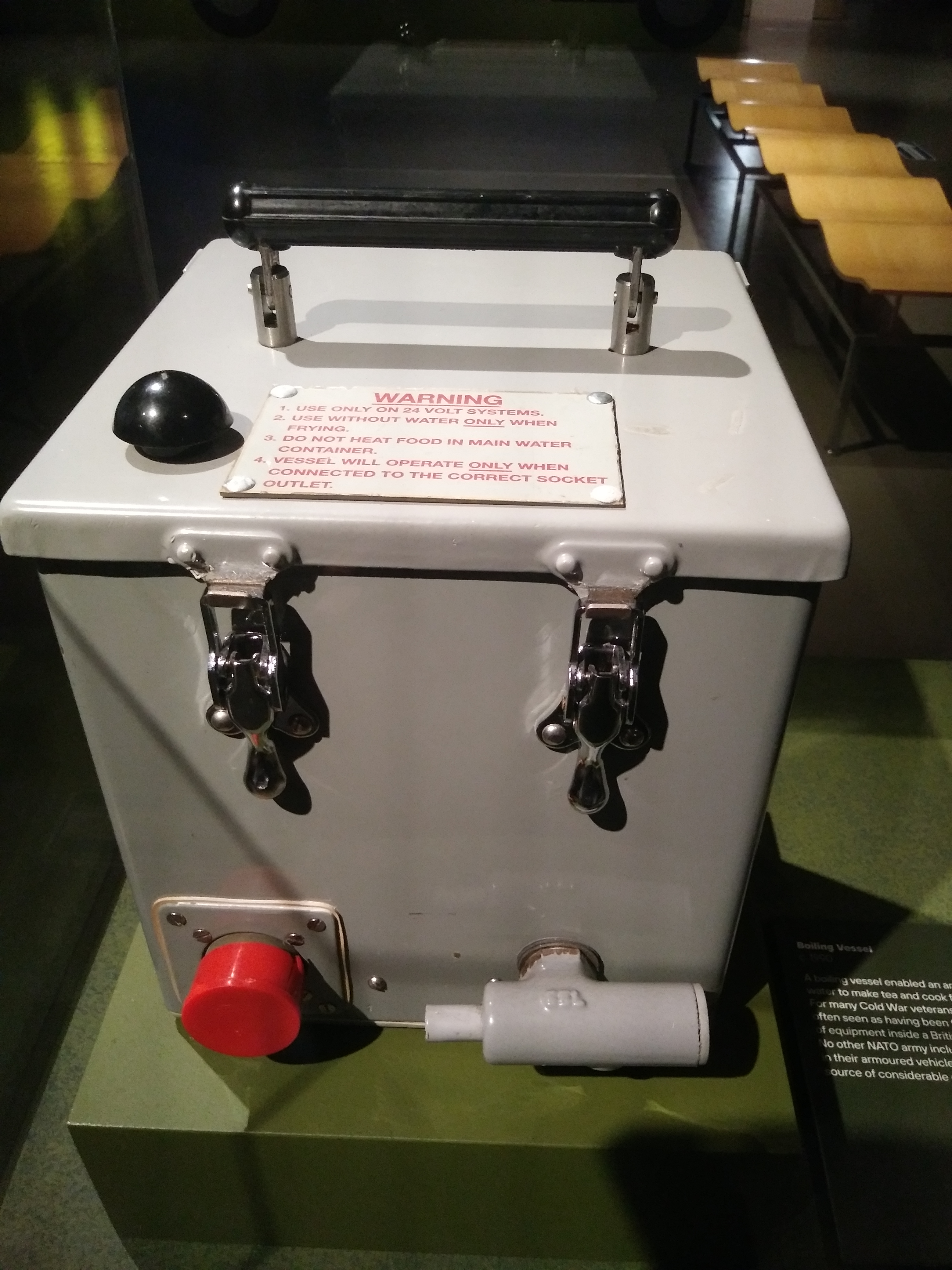
國家陸軍博物館中展示的車載電熱器

车载电热器（英語：Boiling vessel，军用编号FV706656）是英国陆军装甲战斗车辆配备的一种水加热装置，主要功能是将车载发电机产生的直流电转换为热能，为车组乘员加热食物或烧水泡茶。该电热器于第二次世界大战尾声问世，历经数次更新换代，逐渐普及至各种英国军用车辆。60年来，车载电热器受到英国皇家装甲兵官兵的广泛欢迎，在鼓舞士气方面发挥着重要作用。

## 研发背景
随着机械化战争的普及发展，装甲部队经常需要长途奔袭，实施纵深突击，这对其持续作战能力提出了新要求。二战期间，英国坦克普遍空间狭小、设施简陋，不适合车组成员在车内长时间生活。即使在气候恶劣的北非戰場，英军士兵还是习惯不时停下车辆，在沙坑边稍事休息，用饼干桶改装的“班加西火炉”生火做饭:166。这种做法虽然照顾了士兵的个人习惯，但在进攻效率、部队警戒、统筹指挥等方面都存在严重的隐患。一个著名战例充分揭示了人车分离的危险性：1944年6月13日，德国坦克王牌米歇尔·魏特曼指挥一辆虎式坦克闯入英军据点波卡基村，单枪匹马击毁14辆坦克后扬长而去。此次偷袭之所以能得手，很大程度上肇因当时英国第22装甲旅的坦克兵正在村里喝早茶，大量英军坦克面对偷袭时空无一人:12。这种情况并非个例。一份由英国医学研究理事会1946年发表的报告显示，仅从1945年3月至1945年5月战争结束，就有37%的装甲兵在车外伤亡。进入冷战后，核生化威胁日益现实，英国陆军迫切需要一款无焰炊事设备，解决装甲兵在车辆内的伙食问题，车载加热器应运而生。

## 设计特点
车载加热器本质上是一台方形的电热水壶，  长29.2厘米、宽21.6厘米、高26.7厘米，重7.7千克，可以塞进拥挤的坦克炮塔内:15。本体由食品级不锈钢制成，分外壳和内胆两部分，最大容积为1英制加侖（4.5公升）。车辆的輔助動力系統为其提供电压24伏、电流15安培的直流电，确保在主电机关闭的情况下也可以正常工作。加热器内设有电压传感器和防干烧保护，当电压低于22伏高于39伏，或内部温度超过96 °C（205 °F）时，机器会自动断电。外壳内安装有隔热层，即使内部滚烫，表面依然保持常温，既方便士兵安全携带，又杜绝了红外热信号暴露战场位置的危险:3。
加热器有高温（82—88 °C（180—190 °F））和低温（66—71 °C（151—160 °F））两档可调。最快可在一小时内将1美制加侖（3.8公升）的水从室温加热至56 °C（133 °F），也可在20分钟内将五人份的MRE口粮连同2英制品脫（1.1公升）水加热至66 °C（151 °F）到71 °C（160 °F）。烧热的水从加热器右下角的水龙头倒出，可以用来泡茶、清洁或者消毒。甚至还可以将内胆里的水换成食用油，用来烹炸食物。加热器顶部有密封盖和搭扣，盖好锁紧后可保温4-6小时:4。
作为军用品，车载加热器符合MIL-PRF-44466D军用标准，性能稳定可靠。据厂商声称，在其生产的20,000台中，仅有万分之五因品質原因退货:3。

## 生产运用
车载电热器No.1型（Vessel Boiling Electric No.1）于二战后不久问世。1950年代初，No.1型被全不锈钢制的No.2型取代。No.3型改良了发热单元的导线的插口设计，水密性更佳:39。1950年代列装的百夫长坦克是第一款装备该电热器的装甲车辆:11。此后，从酋長、挑戰者1到挑战者2，历代英国皇家装甲兵主战坦克，以及猎狐犬装甲车、蝎式装甲侦察车，甚至MAN卡车等车辆也先后配备了该电热器。FV432装甲运兵车将其安装在乘员舱内，使随车步兵也能随时享受热茶。英国陆军有个不成文的规矩，车组成员中资历浅的新人（一般是装填手）要担任“加热器司令”，为其他成员操作设备，端茶倒水:49。
英国人对于“B.V.士气鼓舞器”的钟意程度可以用一个小故事说明。1980年代初，美国陆军开始列装第三代主战坦克M1艾布拉姆斯。骄傲的美国人请来北约各成员国代表，兴致勃勃地向其讲解这款高科技坦克是如何的无坚不摧。讲解最后，一名与会的英国军官提出问题，询问该坦克是否也搭载了车载加热器。在得到否定的回答后，这名英国军官扭头就走，留下一句话：“这坦克真垃圾”——不过后来，美国还是从英国Electrothermal公司引进了10,000台车载加热器，安装于M1主战坦克、M2布雷德利步兵战车、M109自行火炮等车辆:39:2。除此之外，一些其他国家的军队也看中了其在战场上能为士兵保持体力和士气的价值，开始对其表示兴趣。